# Blood on Méliès' Moon
Blood on Méliès' Moon è un film direct-to-video del 2016 diretto da Luigi Cozzi e distribuito in DVD dalla Profondo Rosso Edizioni nel giugno 2017.

## Trama
In Francia, nel 1890, l'inventore Louis Aimé Augustin Le Prince, dopo aver brevettato una macchina per filmare le immagini in movimento e proiettarle in grande su uno schermo, è scomparso in circostanze misteriose: da allora di lui e di quella sua invenzione non si è saputo più nulla. Cinque anni più tardi, i fratelli Lumière di Lione hanno brevettato una macchina molto simile a quella di Le Prince denominata "Le Cinématographe": da quel momento, il 1895 è stato considerato universalmente come la data ufficiale della nascita del cinema. Ma resta un enigma: cos'è successo a quel Louis Le Prince? E dove sono finiti lui e la sua invenzione brevettata? Fino a oggi questo mistero (assolutamente autentico) è rimasto insoluto. Ma ecco che, nella Roma del 2015, all'improvviso si dischiude la "Porta sui Mondi" e da un universo parallelo arriva la risposta a questo enigma.